# 100 Thousand Poets for Change
100 Thousand Poets for Change, o 100TPC, è un movimento internazionale focalizzato nelle arti, specialmente per la poesia, la musica, e la letteratura. È stato creato da Michael Rothenberg e Terri Carrion, e si realizza in un evento mondiale ogni settembre.

## Storia
Il 100 Thousand Poets for Change fu concepito inizialmente da Michael Rothenberg e Terri Carrion nel marzo del 2011, come una serie di eventi mondiali da svolgersi, simultaneamente, il 24 di settembre di quello stesso anno. Letteralmente detti pianificatori di eventi, erano dei volontari che si associarono per l'organizzazione di eventi, ognuno per la propria città o scuola. Il 13 settembre del 2011, la città di Santa Rosa, in California, dichiarò il 24 settembre il "100 Thousand Poets for Change Day", e la Stanford University si offrì di archiviare tutta la documentazione e le registrazioni audiovisive dell'evento precedentemente postato nel sito web del 100TPC.
In quella prima occasione, sono stati organizzati circa 700 eventi in 550 città e in 95 Paesi, l'evento è stato descritto come il più esteso per la poesia nella storia. Considerato il successo dell'iniziativa, Rothenberg e la cofondatrice Terri Carrion hanno deciso di perseguire uno status non-profit per il 100 Thousand Poets for Change, stabilendo un evento con cadenza annuale nell'ultimo sabato di settembre di ogni anno.

## Struttura
100TPC è stato fondato a Guerneville, in California, ma la maggior parte degli obbiettivi organizzativi vengono raggiunti da individuali organizzatori di eventi locali. Gli organizzatori degli eventi sono volontari che si muovono per creare un evento in associazione con il 100TPC. L'ufficio centrale dell'organizzazione pubblicizza poi l'evento attraverso i propri siti web, i social media, e le pubblicità promozionali. La relazione tra gli organizzatori locali e l'ufficio centrale del 100TPC resta informale, condotta principalmente tramite e-mail. Gli organizzatori non divengono impiegati del 100TPC. Possono comunicare con gli altri attraverso il 100 TPC Organization & Communication Hub, un gruppo Facebook disponibile agli organizzatori dell'evento 100TPC, dove gli stessi vengono incoraggiati, ma non obbligati, a cooperare e far conoscere ogni altro sito web, evento o idea.  Gli organizzatori locali, poi, hanno il pieno controllo relativamente allo stile e alla struttura del proprio evento; hanno il solo compito di registrare il proprio evento con il sito principale del 100TPC. Molti eventi sono liberi; altri richiedono una quota di partecipazione o una donazione a scopo di beneficenza.
La maggior parte degli eventi del 100TPC si svolge a settembre. Ogni anno, gli organizzatori centrali, scelgono un Sabato nel mese di settembre come "100 Thousand Poets for Change Day" e focalizzano la loro pubblicità su quella data. Alcuni organizzatori scelgono di creare eventi 100TPC in momenti diversi dell'anno.
Il concetto di "Cambiamento" nel nome 100 Thousand Poets for Change si riferisce a cambiamenti sociali, ma può anche avere un significato differente e una definizione propria di un organizzatore o poeta. Il 100TPC non ha necessariamente un orientamento politico o filosofico. Esso descrive il "cambiamento" con il solo scopo di rimando alle linee guida della pace e della sostenibilità."

## Iniziative correlate
Nel 2012 si è affiancata all'iniziativa principale quella dei 100 Thousand Musicians for Change.